# Hydraena scopula
Hydraena scopula är en skalbaggsart som beskrevs av Perkins 1980. Hydraena scopula ingår i släktet Hydraena och familjen vattenbrynsbaggar. Inga underarter finns listade i Catalogue of Life.